# Petr I. Zrinský
Petr I. Zrinski (chorvatsky Petar I. Zrinski, * před 1390, ? - 1440, ?) byl chorvatský šlechtic a politik z rodu knížat Zrinských. 

## Život
Narodil se před rokem 1390 jako syn knížete Pavla I. Zrinského a jeho manželky Mariji Kurjaković-Krbavské. Měl dvě sestry, Annu a Markétu a nevlastního bratra Mikuláše (Nikolu) I. z otcova druhého manželství s kněžnou Alžbětou Krčskou.
Dne 25. října 1408 již Petr I. vystupoval samostatně a v Záhřebu uzavřel se svým bratrancem knížetem Jakubem II. Nikolićem Bribirským z rodiny Banićů, hlavní linie rodu bribirských Šubićů, smlouvu o dědictví majetku v Bribiru. 
Následujícího roku se ovšem dostal do konfliktu se svým otcem Pavlem a požádal o rozdělení rodového majetku ve Zrinu a okolí, aby si zajistil svůj podíl na dědictví po nevlastním bratrovi Mikulášovi III. Po rozdělení zrinských majetků jeho otec odešel z politického života a zrinská panství se dostala majetku do rodu Frankopanů. V téže době Pavel I. koupil dům v Záhřebu. 
Po smrti otce v srpnu 1414 si kontrolu nad Zrinem jako rodovým sídlem  coby Pavlův starší syn ponechal Petr, zatímco jeho mladší bratr Mikuláš I. a jeho matka Alžběta si za své sídlo zvolili Slunj, které v roce 1438 obsadili Frankapanové. Již v následujícím roce Petrův nevlastní bratr Mikuláš I. zemřel, čímž byla vyřešena otázka vlastnictví Slunje.
Petr I. měl syna Petra. Zemřel v roce 1440.